# 诺里斯 (南卡罗来纳州)
诺里斯（英文：Norris），是美国南卡罗来纳州下属的一座城市。城市类型是“Town”。其面积大约为1.88平方英里（4.88平方公里）。根据2010年美国人口普查，该市有人口813人，人口密度约为每平方 英里431.53人（约合每平方公里166.62人）。